# William Wallace Kimball
William Wallace Kimball (22 mars 1828 à Rumford - 16 décembre 1904 à Chicago) est un homme d'affaires américain, principalement connu pour avoir fondé la Kimball Piano Company (aujourd'hui la Kimball International), une célèbre fabrique de pianos et d'orgues.

## Biographie

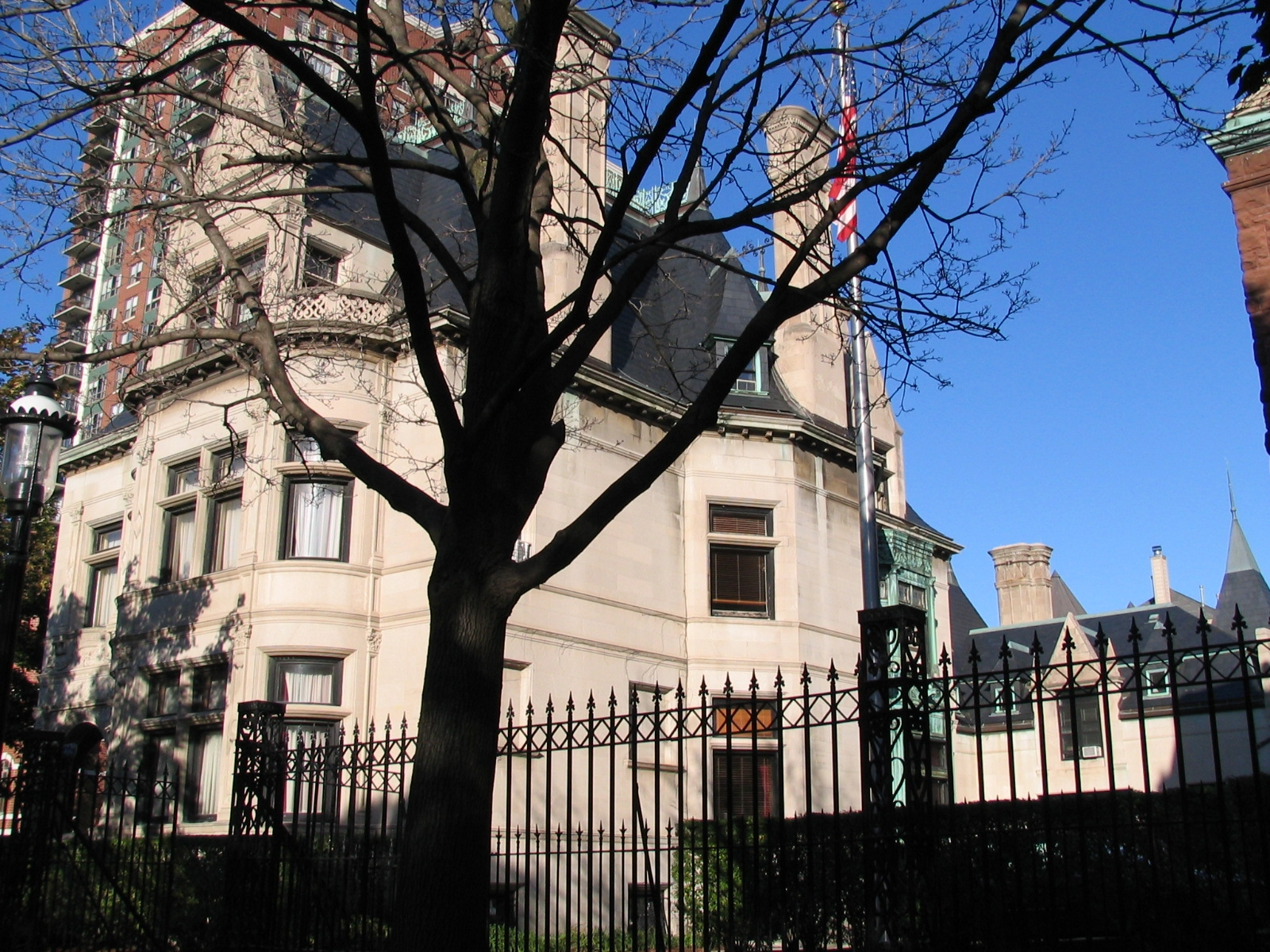
Maison de Kimball à Chicago.

Kimball commence sa vie professionnelle comme instituteur, puis agent d'assurances avant de se tourner vers la vente immobilière. En 1857, après avoir échangé une parcelle de terrain dans l'Iowa contre quatre pianos, il ouvre un magasin sur Clark Street à Chicago. Ses talents commerciaux lui permettent, malgré la dépression de 1857, de faire prospérer son affaire. 
En 1864,  il ouvre un magasin plus grand dans la prestigieuse Crosby Opera House sur Washington Street. Il y vend des pianos et des orgues fabriqués sur la côte Est des États-Unis. Cependant, le Grand incendie de Chicago de 1871 détruit son magasin et ses instruments. Malgré cette perte, il ouvre un nouveau magasin qui à son tour prospère.
Afin de ne plus être tributaire des fabricants de la Côte Est et d'augmenter ses profits, il décide de fonder son propre atelier de production de pianos et d'orgues, en 1880. En 1882, il agrandit sa fabrique et produit plus de 1 500 instruments par année. 